# スカルク・ブリッツ
スカルク・ブリッツ（Schalk Brits、1981年5月16日 - ）は、南アフリカの元ラグビーユニオン選手。

## プロフィール
- 南アフリカ・エンパンゲニ出身。
- ポジションはフッカー(HO)。
- 身長 182cm、体重 100kg
- 南アフリカ代表通算キャップ数は15。
- ラグビーワールドカップ2015・ラグビーワールドカップ2019の南アフリカ代表に選ばれた[1]。
- バーバリアンズに選ばれたことがある[2]。

## 略歴
ウェスタン・プロヴィンス、ゴールデン・ライオンズ、キャッツ、ウェスタン・プロヴィンス、ストーマーズを経て、2009年、サラセンズに加入。 
2019年、ブルズに加入。同年、現役を引退した。